# One Piece
One Piece (яп. ワンピース, Ван Пі:су, укр. Ван піс, Єдиний скарб, Великий куш) — манґа, створена і намальована манґакою Еїчіро Ода. Має телевізійну аніме-адаптацію, яка виробляється студією Toei Animation. За мотивами манґи випущено 15 повнометражних фільмів, а також близько 50 ігор для різних ігрових консолей. Ця манґа входить до найвдаліших видань компанії Shueisha за всю історію.

## Сюжет

### Передісторія
Дія відбувається у вигаданому світі у час «Ери піратів». Подія, що стала точкою відліку ери — страта «Короля піратів», Ґол Д. Роджера. Коли Роджеру було надано право останнього слова, він оголосив, що сховав всі свої скарби в одному місці. Після цього тисячі людей вирушили на пошуки скарбу, названого «Ван піс».
Через 22 роки після страти Роджера головний герой, Манкі Д. Луффі, вирушає у плавання з метою стати новим «Королем піратів». Для цього йому, по-перше, потрібна хороша та вірна команда, а по-друге — треба знайти «Ван піс».
Ймовірне місце знаходження «Ван піс» — Лаф Тейл, останній з островів океанічної течії Ґранд Лайн. Єдині, хто доплив до нього — Ґол Д. Роджер і його команда.

### Сюжетні саги
Сюжетну лінію One Piece — як манґи, так і аніме — зазвичай поділяють на окремі сюжетні арки для полегшення розуміння. Хоча точний поділ є дещо умовним, зазвичай вважається, що арка починається, коли піратська команда Манкі Д. Луффі висаджується на певному острові, і закінчується, коли вона його покидає.
Усі сюжетні арки об'єднані у більші саги, які, як правило, відображають цілі та ворогів, яких пірати «Муґівари» переслідують на різних островах.
Море виживання: Сага суперновачків (глави 1—597, серії 1—516):
- Сага «Іст-Блю» (глави 1—100, серії 1—61);
  - «На зорі пригод» (глави 1—7, серії 1—3);
  - «Орандж-Таун» (глави 8—21, серії 4—8);
  - «Село Сироп» (глави 22—41, серії 9—18);
  - «Бараті» (глави 42—68, серії 19—30);
  - «Арлонґ-парк» (глави 69—95, серії 31—45);
  - «Лоґтаун» (глави 96—100, серії 48—53);
- Сага «Арабаста» (глави 101—217, серії 62—130);
  - «Реверс Маунтін» (глави 101—105, серії 62—63);
  - «Віскі Пік» (глави 106—114, серії 64—67);
  - «Літтл Ґарден» (глави 115—129, серії 70—78);
  - «Острів Драм» (глави 130—154, серії 79—91);
  - «Арабаста» (глави 155—217, серії 92—130);
- Сага «Небесний острів» (глави 217—302, серії 131—195);
  - «Джая» (глави 218—236, серії 144—152);
  - «Скайпія» (глави 237—302, серії 153—195);
- Сага «Water 7» (глави 303—441, серії 207—325);
  - «Довго-Кільцево-Довга Земля» (глави 303—321, серії 207—219);
  - «Вотер 7» (глави 322—374, серії 227—263);
  - «Еніес Лоббі» (глави 375—430, серії 264—312);
  - «Пост-Еніес Лоббі» (глави 431—441, серії 313—325);
- Сага «Трилер Барк» (глави 442—489, серії 337—381);
  - «Трилер Барк» (глави 442—489, серії 337—381);
- Сага «Велика війна» (глави 490—597, серії 385—516);
  - «Архіпелаґ Сабаоді» (глави 490—513, серії 385—405);
  - «Амазон Лілі» (глави 514—523, серії 408—421);
  - «Імпел Даун» (глави 524—549, серії 422—425 і 430—458);
  - «Марінфорд» (глави 550—580, серії 459—489);
  - «Після війни» (глави 582—597, серії 490—491, 493—516).

Останній океан: Сага нового світу (глави 598 — донині, серії 517 — донині):
- Сага «Острів риболюдей» (глави 598—653, серії 517—574);
  - «Повернення на Сабаоді» (глави 598—602, серії 517—522);
  - «Острів риболюдей» (глави 603—653, серії 523—574);
- Сага «Дрессроза» (глави 654—801, серії 579—750);
  - «Панк Газард» (глави 654—699, серії 579—625);
  - «Дрессроза» (глави 700—801, серії 629—750);
- Сага «Тортовий острів» (глави 802—908, серії 780—889);
  - «Дзо» (глави 802—824, серії 751—779);
  - «Тортовий острів» (глави 825—902, серії 783—877);
  - «Зібрання королів» (глави 903—908, серії 878—889);
- Сага «Країна Вано» (глави 909—1057, серії 890—1085);
  - «Країна Вано» (глави 909—1057, серії 890—1085);
- Сага «Фінальна сага» (глави 1058 — донині, серії 1086 — донині);
  - «Острів Яйцеголови» (глави 1058—1125, серії 1086 — донині);
  - «Ельбаф» (глави 1126 — донині).

### Філери
Філерними серіями є наступні: 54, 55 (частково), 56—61, 93 (частково), 98 (частково), 99, 101 (частково), 102, 131—135, 136—138, 139—143, 196—206, 213—216, 220—224, 225—226, 279—283 (епізоди-повтори), 291—292 (різдвяні серії), 303, 317—319, 326—335, 336, 382—383, 384, 406—407, 426—429, 457—458 (рекап), 492, 498—499, 506, 542, 575—578, 590, 626—628, 747—750, 780—782, 895—896, 907, 1029—1030.

## Терміни
Попри те, що дія «Ван піс» відбувається в паралельному світі, манґа рясніє величезною кількістю алюзій на реальні події і літературні твори, в основному європейські, так чи інакше пов'язані з морем і піратством.
«Ван піс» — легендарний скарб неймовірної цінності, захований на останньому острові Ґранд Лайн, Лаф Тейлі. Попередній власник — Ґол Д. Роджер.
Накама — (рід. соратник) чи не найважливіше слово у «Ван піс». Значення його двоїсте, і залежить від того, хто, як і в якому контексті його вживає. Накама — це друг, товариш, член однієї групи. Але слово можна розуміти і як дуже близький друг і соратник, і як просто людина, яка просто пливе на тому ж кораблі, або живе в тому ж селищі. Тобто значення слова може бути як дуже особистим, так і відстороненим.
Воля (яп. 霸 気 — Хакі) — таємнича сила, прихована в кожній живій істоті. Рідко кому вдається хоча б пробудити цю здатність. Інтенсивні тренування можуть цьому сприяти (з настановами Сільверса Рейлі Луффі опанував всі види волі за півтора року), так само як і сильний шок (у Кобі воля спостереження пробудилася при битві в Марінфорді, а в Айси — через постійний страх перед Енелем). Волею повинні володіти всі морські дозорні рангу віцеадміралів і вище.
Існують три типи волі:
- Воля спостереження — дозволяє користувачеві відчувати присутність інших людей та істот, навіть коли вони приховані або знаходяться на великій відстані. При використанні цього типу волі можна передбачити рухи супротивника трохи раніше, ніж він їх зробить, що допомагає ухилятися від атак. Відомі користувачі: Манкі Д. Луффі, Ророноа Зоро, Вінсмок Санджі, Шанкс, Едвард Ньюґейт (Біловус), Сільверс Рейлі, Боа Сандерсонія, Кобі, Айса, Енель зі своїми жерцями (вони її називали мантрою). Також під час арки «Тортовий острів» виявилося, що деякі користувачі волі спостереження можуть пробудити її, і навчитися бачити майбутнє, але лише на декілька секунд вперед, першим хто використав цю здібність — Шарлотта Катакурі.
- Воля озброєння — дозволяє користувачеві створювати навколо себе чорний непробивний обладунок. Так само, як і теккай, вона захищає користувача від атак. При подальших тренуваннях цей тип може використовуватися і як зброя. Відомі користувачі: Манкі Д. Луффі, Ророноа Зоро, Вінсмок Санджі, Сабо, Шанкс, Бенн Бекман, Сільверс Рейлі, Боа Меріґолд, Сентомару, Трафальґар Д. Ватер Ло, Донкіхот Дофламінго, Марко, Джоз, Віста, Едвард Ньюґейт (Біловус), Шарлотта Катакурі. Також її можливо пробудити.
- Королівська воля (яп. 霸王 色 — Хаошьоку Хакі) — рідкісний, найвищий тип волі, вроджена особливість, що дозволяє користувачеві придушити волю інших, а також змусити когось знепритомніти. Згідно з Рейлі, хоч цей тип волі не можна отримати за допомогою тренувань, його можна покращити, тому що він росте з ростом сили духу. Відомі користувачі: Манкі Д. Луффі, Портґас Д. Ейс, Ґол Д. Роджер, Сільверс Рейлі, Шанкс, Едвард Ньюґейт (Білоус), Донкіхот Дофламінго, Боа Хенкок, Наґурі (літній чоловік із філерів про Сірий Термінал), Шарлотта Катакурі. Її також можливо пробудити.

Ініціал Д. — ініціал, присутній в іменах деяких видатних людей. Значення його невідоме. Можливо, що всі носії ініціала пов'язані спорідненістю.
Воля Д. — особливі здібності, властиві носіям ініціала «Д.» в імені. Суть її досі не розкрита, але найяскравіший її прояв це те, що такі люди посміхаються у момент, коли їх смерть неминуча. Так само можливо, що всі люди з цим ініціалом пов'язані з якоюсь долею, або впливають на долю світу в цілому.
Беллі — грошова одиниця світу «Ван піс». За виглядом нагадують американські долари, а за цінності приблизно рівні єнам.
Естули — грошова одиниця Скайпії. 1 беллі дорівнює 10 000 естулам.
Ден-ден муші — ванпісівський варіант телефону, равлики-телепати з прикріпленими до них мікрофонами.
Ден-ден-муші стеження — ванпісівський варіант камери спостереження, равлик, у якого очі слугують відеокамерами та проєкторами.
Білий ден-ден муші — ванпісівський варіант глушника, передає психічні хвилі, які блокують прослуховування.
Чорний ден-ден муші — ванпісівський варіант прослуховувального пристрою, вловлює переговори по ден-ден муші.
Золотий ден-ден муші — пристрій, що дозволяє зробити запит на виклик п'яти.
Виклик п'яти — великомасштабна військова операція морського дозору, що полягає у виклику десяти потужних військових кораблів, очолюваних п'ятьма віцеадміралами, які серією гарматних пострілів спалюють вщент цілий острів.
Шічібукай — сім морських воїнів, організація піратів які співпрацюють зі світовим урядом, завдяки чому мають привілеї над іншими піратами. Але вони зобов'язані виконувати вказівки уряду, або будуть позбавлені свого статусу.
П'ять старійшин (Ґоросей) — лідери світового уряду, а отже і правителі всього світу. Керують морським дозором і cайфер полом, уклали мирний договір з шічібукаями.
Кайросекі — камінь, що виділяє енергію морської води, внаслідок чого має такий же вплив на тих, хто з'їв диявольський плід, що й морська вода (слабкість і неможливість застосовувати даровані плодом здібності). Корабель, оброблений кайросекі, «непомітний» для всіх морських мешканців, вони починають сприймати його за частину води.
Бібліокарта (Карта життя) — папірець, який неможливо ні намочити, ні спалити. Відірвані частинки тягнуться один до одного, також відображають життєвий стан власника.
Наднові — пірати, що відносно недавно через свої дії, сили і зароблений авторитет стали загрозою для світового уряду і морського дозору. Їх 11, розмір винагороди за голову кожного з них перевищує 100 000 000 беллі: Юстас «Капітан» Кід, Манкі Д. Луффі, Безіл «Чародій» Гокінс, Ікс Дрейк, Трафальґар «Хірург смерті» Ло, Скречмен «Крик морів» Апу, Кіллер, Джевелрі Бонні, Капоне Беґ, Ророноа Зоро і «Безумний монах» Уруж (загальна сума винагороди становить 2 152 000 000 беллі). Разом з Маршал «Чорною бородою» Д. Тічем всі наднові входять до «Найгіршого покоління».
Лоґ пос — спеціальний пристрій для навігації на Ґранд Лайн. Зазвичай вказує на найближчий острів. Налаштовується в магнітному полі острова на поле наступного, так що пересуватися можливо лише по ланцюжку.
Етернал пос — спеціальний пристрій для навігації на Ґранд Лайн. Налаштований на магнітне поле конкретного острова.
Понеґліфи — таємничі кам'яні блоки, розкидані по островах Ґранд Лайн. На понеґліфах вибиті символи стародавніх мов, що розкривають давно забуті таємниці. Ріо понеґліф — найважливіший тип понеґліфів, що розповідає істинну історію світу «Ван піс».
Морські королі — міфічні істоти, за розміром значно більші за інших морських мешканців. Дуже велика кількість морських королів знаходиться в тихому поясі Ґранд Лайн.
Ракуші — схожі на мушлі пристрої різних розмірів і функцій зі Скайпії. Ракуші використовуються в побуті (наприклад, замість ламп, печей і диктофонів), механіці (для створення засобів пересування) і військовій справі.
SBS (яп. 質問 を 募集 する, Сіцумон про Босю: Суру, досл. «Збираю питання») — рубрика, в якій Еїчіро Ода відповідає на запитання читачів. Їй присвячено кілька сторінок у кожному томі «Ван піс». Питання стосуються як безпосередньо персонажів чи подій манґи чи самого автора, так і більш абстрактних і жартівливих тем.
Диявольський плід (яп. 悪魔 の 実 — Акума но Мі, Скарб моря) — плід у світі «Ван піс», що вважається втіленням морського диявола. Форми і забарвлення плодів різноманітні, з характерним візерунком із завитків. Фрукт дарує надзвичайні здібності особі, що його з'їсть, але відбирає здатність плавати. Кожен плід унікальний і коли носій його сили помирає, плід виникає де-небудь у природі заново.
Плоди диявола діляться на три типи:
- Парамеція — найпоширеніший, змінює тіло тих, хто його з'їв, або дає нові здібності;
- Зоан — дозволяє перетворюватися в конкретну тварину, в тому числі міфічну або вже вимерлу. Дозволяє приймати свою нормальну форму, гібридну форму і повну форму тварини. Міфічні зоани мають властивості від інших типів фруктів, наприклад — Марко (плід фенікса) має властивості як і польоту (зоан) так і зцілення (парамеція);
- Лоґія — найсильніший і найрідкісніший тип, цілком перетворює тіло в певну природну стихію або речовину, у деяких випадках, наділяє людину здатністю закликати свою стихію або речовину і використовувати її в різноманітних цілях.

## Головні герої

Команда піратів Солом'яного Капелюха.

### Капітан
Манкі Д. Луффі (яп. モンキー D. ルフィ — Манкі Д. Руфі, англ. Monkey D. Luffy).

Сейю: Маюмі Танака.

Прізвисько: «Муґівара» («Солом'яний капелюх»).

Мрія: стати «Королем піратів» і зібрати або заснувати «суперкоманду». Щоб стати «Королем піратів», він повинен знайти прославлений скарб Ґол Д. Роджера, «Ван піс». Зібрав дев'ять осіб у своїй команді. Луффі також має намір зустрітися з Шанксом знову і повернути йому солом'яний капелюх, після того, як збере найсильнішу команду в світі і стане «Королем піратів».

Винагорода:
- після перемоги над найсильнішими піратами Іст Блю («Сталевою булавою» Альвідою, «Клоуном» Баґґі, «Великим комбінатором» Куро, Доном Кріґом та риболюдиною «Пилою» Арлонґом)  — 30 000 000 беллі;
- після перемоги над шічібукаєм сером Крокодайлом — 100 000 000 беллі;
- після розгрому агентів 9-го сайфер полу і перемогою над найсильнішим із агентів Робом Луччі — 300 000 000 беллі;
- після перемоги над шічібукаєм Ґекко Морією, після нападу на світову знать — тенрюбіто, після проникнення і втечу з неприступної в'язниці Імпел Дауна разом з 241 ув'язненими, після участі у війні Білоуса і через те, що він син революціонера Манкі Д. Драґона — 400 000 000 беллі;
- після перемоги над шічібукаєм Донкіхотом Дофламінго — 500 000 000 беллі;
- після подій на Тортовому острові, перемоги над Крекером і Катакурі, його нагорода зросла до — 1 500 000 000 беллі;
- після перемоги над двума йонко (країна Вано), разом з Трафальґаром Ло та Юстас Кідом отримав нагороду  — 3 000 000 000 беллі.

Як капітан команди, Луффі був визнаний світовим урядом найнебезпечнішим членом команди. Поки Луффі був піратом-новачком, уряд не надавав йому належної уваги, однак, з кожною новою зухвалою перемогою Луффі і його команди, він привертав до себе все більше уваги уряду.

Характер

Наївно-захоплений — коли немає особливих проблем, по-ідіотськи самовідданий — коли під загрозою знаходиться життя або свобода накам. Попри те, що найчастіше Луффі веде себе більш ніж нерозумно, у ситуаціях, що вимагають капітанського втручання, він приймає єдиноправильні рішення. У Луффі дуже добре розвинена інтуїція (наприклад, він завжди виокремлює серед супротивників найбільш сильного і вибирає його собі в опоненти). Легко і невимушено реагує на глузування, його практично неможливо розлютити. Наполегливий, завжди йде до переможного кінця, впевнений у собі і в своїй команді. Вірить людям, вірить у людей. Але якщо його товаришам чи солом'яному капелюху загрожує небезпека, він може і вбити. Входить у «тріо монстрів» своєї команди. Один із «Одинадцяти наднових».

Особистість

У Луффі безліч нелогічних звичок. Поза боєм він не слухає оточуючих, часто відволікається і йде від суті справи, також може ні з того ні з сього заснути прямо посеред розмови. Якщо щось задумав, то так і зробить, рівень безрозсудності і дивацтва бажання його не хвилює. Любить сидіти на носі корабля, поїдаючи м'ясо в необмежених кількостях, розпивати невизначені алкогольні напої і шукати дюжину з хвостиком пригод на свій солом'яний капелюх.

Більшість атак Луффі засновані на силі диявольського плоду. У семирічному віці з необережності з'їв «Ґому ґому но мі» і став «гумовою людиною». Тепер він може розтягувати будь-яку частину свого тіла, відбивати кулі, ядра чи інші заряди вогнепальної зброї і володіє всіма іншими якостями гуми. Під час арки «Країна Вано» після пробудження плоду, ми дізнаємося справжню природу плоду Луффі, а саме, що його справжня назва це — міфічний зоан «Хіто хіто но мі», модель: «Сонячне божество Ніка», цей плід надає його користувачу «свободу» в бою, яка спочатку виражається як перетворення тіла користувача в гуму. 

Сила, спритність і витривалість Луффі є результатами неординарних тренувань його дідуся (хлопчика кидали в бездонний яр, прив'язували до повітряної кулі, залишали одного в нічному лісі і т. д.).

Після зустрічі з Магелланом в Імпел Дауні йому дістався імунітет до отрути. За два роки тренувань з Сільверсом Рейлі навчився користуватися всіма видами волі. Після повернення на Архіпелаг Сабаоді зміг знищити пацифісту з одного удару.
Незважаючи на недалекий розум Луффі, в бою він виражає немалу долю винахідливості, що проявляється в його системі ґірів (англ. Gear — механізм, шестерня).

### Перший помічник (старпом)
Ророноа Зоро (яп. ロロノア・ゾロ — Ророноа Дзоро, англ. Roronoa Zoro).
Сейю: Кадзуя Накаі.

Прізвисько: «Мисливець на піратів».

Мрія: — стати найсильнішим майстром меча в світі. Щоб виконати свою мрію, він повинен перевершити всіх мечників, включаючи найсильнішого у світі майстра меча — Дракуля Міхоука. Ледь не відмовився від своєї мрії, щоб переконати шічібукая Бартоломью Куму утриматися від убивства Луффі, чим довів свою щиру відданість капітану і команді.

Винагорода:
- після перемоги над сотнею «мисливців за нагородами» на острові Віскі Пік, а також над членом «Барок воркс» Дас Бонзом — 60 000 000 беллі;
- після участі в інциденті на Еніес Лоббі і перемоги над Каку із 9-го сайфер полу — 120 000 000 беллі;
- після перемоги над елітним офіцером піратів Донкіхота — Пікою — 320 000 000 беллі;
- після подій на острові Вано та після того як Луффі став одним з йонко отримав нагороду 1 111 000 000 беллі, як один з генералів.

Наочно продемонструвавши свою силу в бою з різними супротивниками, Зоро був визнаний таким, що представляє загрозу. Він другий після капітана, за кого була оголошена нагорода.

Характер

Зазвичай показаний серйозною, адекватною людиною, але інколи втрачає свою розсудливість на користь емоцій і поводиться нерозумно, майже комічно. При цьому у Зоро відмінно розвинена логіка, тому, в разі прийняття важливих рішень, саме він говорить по суті і в точку. Рішення капітана для нього є істиною в останній інстанції, а турбота про імідж капітана — чи не найголовніше його завдання, оскільки (за його словами) якщо накази капітана не будуть виконуватися, він перший покине команду. Вірить в Луффі і підпорядковується його рішенням, якими б божевільними вони не були. У Трилер Барку заради команди взагалі і Луффі зокрема був готовий віддати життя і забути про свою мрію. З командою відносини рівні, окрім «заклятого друга» і суперника в силі Санджі. Разом з ним і Луффі входить в «тріо монстрів» команди. Є одним із «Одинадцяти наднових».

Особистість

На кораблі або тренується, або спить, що часто закінчується для нього сумно — побудка дуже жорстока і найчастіше відбувається від удару Намі або стусана Санджі. Має неймовірну пристрасть до саке і елю (майже до такої ж міри, що й у Луффі до м'яса), але ніколи не напивається, так як у нього, як і у Намі, хороший імунітет до алкоголю (можливо навіть найкращий), адже воїн повинен бути завжди напоготові. Страждає топографічним кретинизмом до такого ступеню, що навіть перебуваючи на прямій дорозі без поворотів може заблукати. Хоча це не завадило Зоро першим, після дворічного тренування, припливти на Архіпелаг Сабаоді (щоправда, не без допомоги Перони). Під час таймскіпу тренувався з найсильнішим мечником і шічібукаєм Дракуль Міхоуком на його острові.

В битвах, Зоро використовує унікальний стиль трьох мечів («Сантор'ю»), при цьому він тримає третю катану в зубах. Також добре володіє техніками бою одним і двома мечами. У назвах багатьох атак використовує комбінації частин різних японських слів, які разом звучать зовсім інакше, що надає його атакам специфічні назви.

### Навігатор
Намі (яп. ナミ — Намі, англ. Nami).

Сейю: Акемі Окамура.

Прізвисько: «Кішка-злодійка».

Мрія: намалювати карту всього світу. Вона малює всі місця, в яких їй трапляється побувати. Є припущення, що Намі створить карту світу до закінчення манґи. На початку історії її метою було отримати 100 000 000 беллі, щоб викупити і врятувати своє рідне село Кокояші з лап риболюдини Арлонґа; коли її заощадження в сумі 93 000 000 беллі були конфісковані офіцером морського дозору Недзумі, Намі попросила у Луффі допомоги, і він, після важкого бою, зміг подолати Арлонґа і звільнити село.

Винагороди:
- після участі в інциденті на Еніес Лоббі і перемоги над Каліфою — 16 000 000 беллі;
- після участі в інциденті на Дрессрозі — 66 000 000 беллі;
- після подій на острові Вано та після того як Луффі став одним з йонко отримала нагороду 366 000 000 беллі, як одна з генералів.

В той час, як більшість «Муґівар» радіють призначеним за них винагородам, Намі не подобається бути розшукуваною. Фотографія для постеру була зроблена репортером-самозванцем для, нібито, статті в газеті, тому Намі стоїть на ній в спокусливій позі.

Особистість

Намі — одна з найкращих штурманів, що борознять простори Ґранд Лайн. На «Ґоїнґ меррі», а згодом на «Саузенд санні», окрім посади навігатора, виконує роль боцмана, і часто віддає накази іншим членам команди. Разом з Робін є найрозумнішими членами команди. За словами Еїчіро Оди, Намі — третя по розуму людина в Іст Блю (перший — Бенн Бекман з команди Шанкса, а другий — капітан Куро).

Намі дуже жадібна і заради грошей готова прийняти будь-який виклик. Заради грошей ладна використовувати своїх товаришів, але вона не погодиться продати накама ні за які гроші. Контролює і розподіляє витрати «Муґівар», щоб команда не витрачалася необдумано і не витратила все відразу.

Намі дуже владна і, як правило, коверзує всією командою, включаючи Луффі. Вона ляклива, але не так сильно як Усопп. Її страх пов'язаний з інстинктом самозбереження, виживанням. Також вона не може стояти осторонь, коли її друзям потрібна допомога. Вона є одним з найбільш жалісливих членів команди, яка готова проявити симпатію або пробачити, почувши слізну історію, як у випадку з Хачі. Одна із «тріо слабаків».

### Канонір
Усопп (яп. ウソップ — Усоппу, англ. Usopp).

Сейю: Каппей Ямаґуті.

Прізвисько: «Король снайперів», «Соґекінґ», «Бог Усопп».

Мрія: стати хоробрим воїном моря, як його батько Ясопп. Після арки Літтл Ґарден він також розвинув нову мрію — відвідати Ельбаф і побачити воїнів-велетнів, яких Усопп боготворить.

Винагороди:
- після участі в інциденті на Еніес Лоббі — 30 000 000 беллі (за «Соґекінґа»);
- після участі в інциденті на Дрессрозі — 200 000 000 беллі;
- після подій на острові Вано та після того як Луффі став одним з Йонко отримав нагороду 500 000 000 беллі, як один з генералів.

Оскільки Усопп переховувався під маскою «Соґекінґа», винагороду за нього приписали «Соґекінґу». У той час як більшість людей розуміють, що Усопп і є «Соґекінґ», Луффі, Чоппер і безліч жителів селище Усоппа (окрім Таманеґі, Нінджін, Піма і Каї) бачать в ньому двох різних людей.

Особистість

Усопп — чудовий стрілець, снайпер в команді Солом'яного Капелюха. Навряд чи хто-небудь зможе змагатися з ним у стрільбі з рогатки. В інженерній майстерності йому теж не відмовиш — Усопп неодноразово ремонтував «Ґоїнґ меррі» і сконструював велику кількість пристроїв і механізмів. Саме він створив зброю «Кліма-такт» для Намі.

Коли він вперше з'явився, його часто жартома називали брехуном піратів «Солом'яного капелюха». Цікаво, що всі ті небилиці, які він розповідав Каї поступово збуваються. Так, він зустрівся з гігантською золотою рибкою (в Літтл Ґардені), бився з гігантським кротом (точніше з жінкою-кротом, котра з'їла диявольський плід, міс Мері Крістмас в Алабасті) і зустрів Цербера (на борту «Триллер барка»). Можливо він і справді одного дня стане капітаном Усоппом, великим воїном морів, і буде мати 8000 соратників. Один із «тріо слабаків».
Характер

Незважаючи на своє зовнішнє боягузство (при найменшій небезпеці в нього гарячково трясуться коліна), у відповідальні моменти Усопп може долати свій страх і проявляти завидну сміливість. Крім того Усопп може бути досить витривалим і наполегливим, попри те, що йому далеко до, як він каже «тріо монстрів» (звертаючись до Луффі, Зоро і Санджі). Розмір останньої винагороди, даної за його голову, красномовно каже про те, що він, як мінімум, наблизився до їх сили в перших серіях «Ван піс».
«Соґекінґ» (яп. そげ キング — Соґекінґу, англ. Sogeking).

«Соґекінґ» — альтер-его Усоппа протягом арок «Вотер 7» і «Еніес Лоббі», тобто в той час, коли він покинув команду. Бачачи намагання команди врятувати Робін, Усопп почував себе винуватим. Залишаючи команду, він заявив Санджі і Френкі, що не може допомогти їм боротися і поспішно «замаскував» себе під маску і плащ, назвавшись «Соґекінґом». В цьому образі в Усоппа глибокий голос. «Соґекінґ» також звертається майже до всіх з суфіксом «кун» (Луффі-кун, Зоро-кун, Санджі-кун, Чоппер-кун і т. д.) і співає гімн «Соґекінґа». Коли його запитали про місцезнаходження Острова Снайперів, він стверджував, що той існує в його серці.

### Кок
Вінсмок Санджі (яп. ヴィンスモーク・サンジ — Вінсмоку Санджі, англ. Vinsmoke Sanji).

Сейю: Хіроакі Хірата.

Прізвисько: «Чорна нога».

Мрія (розділена з Зеффом): знайти Олл Блю, легендарний океан. Швидше за все, він знаходиться на Ґранд Лайн, в якомусь місці, де всі моря з усіх чотирьох океанів збираються в один океан, приносячи із собою рибу зі всієї земної кулі. Він також хотів знайти і з'їсти фрукт «Сукі сукі но мі», але Абсалом знищив дану мрію, оскільки з'їв цей фрукт набагато раніше. Втім Санджі, побачивши огидні дії Абсалома, і сам відмовився від цієї мрії.

Винагороди:
- після участі в інциденті на Еніес Лоббі і перемоги над Джабурою — 77 000 000 беллі. Через те, що Аттачан з морського дозору випадково забув зняти кришку об'єктива, фотографію Санджі зробити не вдалося. Замість неї була зроблена груба замальовка, яка лише злегка була на нього схожа. На постері по неймовірній випадковості був зображений Дюваль, якому довгий час через це довелося переховуватися. Цей та інші випадки є деякими з тих невдач, що переслідують Санджі, хоча в іншому він доволі везучий;
- після участі в інциденті на Дрессрозі — 177 000 000 беллі, на його листівці нарешті з'явилася його справжня фотографія. Так само, Санджі поки єдиний відомий пірат, на чиїй листівці написано «Тільки живим»;
- після подій на Тортовому острові його нагорода була збільшена до 330 000 000 беллі. Умова «Тільки живим» була прибрано, повертаючись до «Живим або мертвим». Крім того, друковане ім'я на плакаті тепер оновлене, там написано «Вінсмок Санджі», що дуже його дратує;
- після подій на острові Вано та після того як Луффі став одним з йонко отримав нагороду 1 032 000 000 беллі, як один з генералів, що його роздратувало, бо в Зоро та Джімбея більші нагороди.

Особистість

Мало поступаючись в силі Зоро, Санджі бачить у ньому вічного суперника, хоча він все-таки його поважає і цінує дружбу з ним. Санджі не може встояти перед красунями. Особливо багато уваги він приділяє жінкам команди «Муґівар» — Намі, Робін і Віві, коли та подорожувала з командою. Так само він не може завдавати дівчатам шкоди, як було показано в арці «Еніес Лоббі» при його сутичці з Каліфою. Санджі — злісний курець. Його рідко можна побачити без цигарки в роті. Досить часто, поки інші борються з ворогами, Санджі кудись зникає, щоб влаштувати противнику диверсію (так було, наприклад, на острові Літтл Ґарден, в Скайпії, Еніес Лоббі). В бою використовує атаки ногами, тому що руки для кухаря занадто важливі.

Через те, що дворічне тренування проходило на острові, де були тільки чоловіки, він дуже скучив за жінками. Настільки, що навіть глянувши на симпатичну дівчину, у нього ллється кров з носа потужним фонтаном, в результаті чого Чопперу вічно доводиться робити Санджі переливання крові. У зв'язку з цим є велика проблема: у Санджі дуже рідкісна IV група крові, тому її важко знайти, щоб поповнити запаси. Хоча за певний час Санджі вже повернув «форму» і тепер, побачивши симпатичну дівчину, пропонує їй випити чашку чаю. Входить у «тріо монстрів».

### Судовий лікар
Тоні Тоні Чоппер (яп. トニートニー・チョッパー — Тоні Тоні Чоппа, англ. Tony Tony Chopper).

Сейю: Ікуе Отані.

Прізвисько: «Любитель цукрової вати».

Мрія: стати найкращим лікарем і створити панацею. Цими амбіціями Чоппер зобов'язаний своєму вітчиму і наставнику лікарю Хірілюку. Побічно Чоппер мріє подорожувати по всьому світу з друзями, вивчаючи його і розширюючи свій кругозір.

Винагороди:
- після участі в інциденті на Еніес Лоббі і перемоги над Кумадорі — 50 беллі;
- після участі в інциденті на Дрессрозі — 100 беллі;
- після подій на острові Вано та після того як Луффі став одним з йонко отримав нагороду 1000 беллі.

Чоппера порахували звичайним домашнім улюбленцем, що не представляє загрози. Тим не менше він є членом команди, що оголосила війну світовому уряду, тому за нього призначена символічна, але все ж нагорода.

Особистість

Тоні Тоні Чоппер — найменший і наймолодший член піратів «Солом'яного капелюха», до того ж північний синьоносий олень (саме через ніс його не приймали у стаді). Завдяки диявольському плоду «Хіто хіто но мі», котрий він з'їв у дитинстві, може приймати інші форми — людиноподібної істоти або маленького пузатого оленяти. Крім того, Чоппер розуміє мову тварин. Абсолютно не вміє ховатися — замість того щоб заховати тіло і визирати з-за рогу, він ховає очі. Неадекватно сприймає похвалу: він посміхається і пританцьовує від радості, але говорить всілякі несуразні речі (наприклад, «Ідіот! Мені все одно, що ти мене хвалиш!»).

Після таймскіпу: Чоппер став трохи вище зростом, роги стали більшими, а хутро довшим. Крім цього він відкрив нові форми, пов'язані з рамбл-болом. Однак, характер залишився таким же наївним, як і раніше, тому фальшивих «Муґівар» він прийняв за своїх накам. Входить у «тріо слабаків» команди «Муґівар».

### Археолог
Ніко Робін (яп. ニコ・ロビン, Ніко Робін, англ. Nico Robin).

Сейю: Юріко Ямаґуті.

Прізвисько: «Дитя демона».

Мрія: знайти ріо понеґліф, на якому написана істинна історія; продовжити дослідження її матері Ніко Ольвії та її старого вчителя і наставника професора Кловера.

Винагороди:
- за вміння читати понеґліфи (офіційна версія: затоплення шести лінкорів виклику п'яти) — 79 000 000 беллі;
- за співучасть у інциденті в Еніес Лоббі разом з «Муґіварами» — 80 000 000 беллі;
- після участі в інциденті на Дрессрозі — 130 000 000 беллі;
- після подій на острові Вано та після того як Луффі став одним з йонко, отримала нагороду 930 000 000 беллі, як одна з генералів.

В той час, як для громадськості була придумана хибна історія, що пояснює нагороду за Робін, уряд вважав її вміння читати понеґліфи загрозою для світової безпеки. Однак, після приєднання Робін до команди «Солом'яного капелюха», уряд став розцінювати її ще й як небезпечного пірата.
Особистість

Вперше вона з'явилася в манзі як віцепрезидент «Барок воркс», під псевдонімом міс Олл Сандей. Основною зброєю Робін є її диявольський фрукт, проте, він марний проти сильних супротивників. На відміну від решти членів команди вона завжди поводиться беземоційно і холодно. Розвинула здатності свого диявольського плоду, у всякому разі, навчилася робити повноцінного двійника і збільшувати вирощені кінцівки до величезних розмірів (відповідна сила додається). Входить у «тріо найстарших і найвищих» членів команди «Солом'яного капелюха».

### Столяр
Френкі (яп. フランキー — Фуранкі, англ. Franky).

Сейю: Кадзукі Яо, Джюнко Нода (в дитинстві).

Прізвисько: «Кіборг».

Мрія: створити корабель мрії й подорожувати на ньому, переживати незліченні битви, подолати всі труднощі і досягти кінця Ґранд Лайн. Френкі створив корабель, на якому подорожує нині команда Луффі, його завдання — стежити за кораблем і тримати його в гарному стані.

Винагороди:
- за співучасть у інциденті в Еніес Лоббі разом з «Муґіварами» і після перемоги над Фукуро — 44 000 000 беллі;
- після участі в інциденті на Дрессрозі — 94 000 000 беллі;
- після подій на острові Вано та після того як Луффі став одним з йонко отримав нагороду 394 000 000 беллі, як один з генералів.

Хоча причетність його банди до нападу на Еніес Лоббі була збережена в таємниці, допомогу Френкі команді «Солом'яного капелюха» в протистоянні світовому уряду приховати не вдалося.

Особистість

З'явився в історії як лідер клану Френкі — групи корабельних демонтажників. Його справжнє ім'я — Катті Флам, але він від нього відмовився і живе під псевдонімом, щоб приховати свою особистість на прохання Айсберґа. Як і Ніко Робін, спочатку він був представлений як антагоніст «Солом'яного капелюха» в арці «Вотер 7», але під натиском обставин став союзником. Конструктор різних «військових штучок» (мотоцикла, танка і т. д.) на кораблі «Саузенд санні». Входить у «тріо найстарших і найвищих» членів команди.

Характер

Френкі є вольовою, трохи божевільною, і вільною духом людиною, часто з відвертим нехтуванням правилами. Він робить те, що хоче, коли захоче і як захоче, хоча зазвичай він хоче трохи більше, ніж створення потужних суден або захист тих, про кого він піклується. Іноді може здаватися дуже ексцентричним в порівнянні з більшістю членів екіпажу через його дивні манери і уміння створювати дивні речі (такі як його «генерал Френкі»). В залежності від ситуації і людей, з якими він має справу, Френкі може бути вельми альтруїстичним. Він є прикладом «великого брата», і викликає захоплення у багатьох за його зусилля, щоб захистити їх (Ніко Робін чи клан Френкі). Луффі і Френкі схожі деякими рисами особистості, за винятком бойових. Вони обидва стали поважати один одного під час подій арки Еніес Лоббі, попри суперечки в минулому. Було показано, що особистість Френкі може змінитися — залежно від напою в його системі.

Він також дуже впертий. Наприклад, коли Айсберґ сказав йому залишити Вотер 7 він навідріз відмовився це зробити, хоча це означало б повне зникнення креслень Плутона.

Френкі виявляє співчуття кожен раз, коли чує те, що він вважає зворушливим. Така історія або момент змушують його безконтрольно плакати.
Також Френкі має звичку після удару складати руки разом аби було видно татуювання зірки. Улюблена фраза: «Супе-е-е-е-р!». З тих пір як він модифікував власне тіло, став центром уваги Луффі, Чоппера і Усоппа.

### Музикант
Брук (яп. ブルック — Бурукку, англ. Brook).
Сейю: Юічі Наґашіма.

Прізвисько: «Скелет-джентльмен», «Соул кінґ».

Мрія: повернутися до свого накама — кита Лобуна, який був членом команди піратів «Румби». Пірати залишили його біля Реверс Маунтін заради його ж безпеки, з обіцянкою повернутися після перетину Ґранд Лайн. Всі члени його команди згинули у морі, але через те що він з'їв фрукт «Йомі йомі но мі», він зміг повернутися до життя, і хоче виконати обіцянку, дану Лобуну 50 років тому. — він повинен доставити Лобуну звукову мушлю із записом їх передсмертного виконання знаменитої піратської пісні «Саке Бінкса». Він вважає, що «Смерть це не виправдання для невиконання обіцянки».

Винагороди:
- за піратство — 33 000 000 беллі. Цю винагороду за голову Брук отримав у своєму минулому житті, до переродження.
- після участі в інциденті на Дрессрозі — 83 000 000 беллі.
- після подій на острові Вано та після того як Луффі став одним з йонко отримав нагороду 383 000 000 беллі, як один з генералів.

Особистість

Брука можна було б назвати «Скелетом-джентльменом», проте, попри ввічливість у мові і охайність, які б то не було джентльменські манери у нього явно відсутні. Його почуття гумору не знає меж, починаючи з жартів про власний скелет, закінчуючи фразами «Можна поглянути на ваші трусики?».

Брук — відмінний музикант, він може грати практично на будь-якому інструменті, проте найчастіше його можна бачити зі скрипкою, або за клавішами рояля. Улюблена його пісня — «Саке Бінкса», її часто співали пірати «Румби», і вона дуже подобалася їх капітану та Лобуну. Брук везе з собою записане на звукову мушлю останнє виконання цієї пісні піратами «Румби» (під час цього виконання члени команди один за одним падали замертво внаслідок отриманих поранень), щоб програти її Лобуну. Своєю музикою він може присипляти ворогів.

Крім того Брук — відмінний фехтувальник, в його тростині знаходиться клинок, яким він вміло орудує, використовуючи свій власний стиль «відстрочених» ударів. Є в нього здібності і унікальні для скелета: так, наприклад, молоко повністю зцілює його і заліковує переломи, за його словами «завдяки кальцію», крім того він може бігати по воді через легку вагу. Є найстаршим і найвищим членом команди.

Після таймскіпу: виявив й інші здібності свого фрукта. Брук за два роки навчився виходити зі свого тіла і подорожувати у вигляді духу, наносити крижані атаки. Окрім того, з'ясувалося, що він став невразливим.

### Рульовий
Джімбей (яп. ジンベエ — Джінбе) (Гра слів, яп. ジンベイザメ — Джінбе дзаме — Китова акула).
Сейю: Ґорі Дайсуке (Епізоди 430—432); Хокі Кацухіса (Епізоди 440+).

Прізвисько: «Лицар моря», «Перший син моря», «Бос Джімбей».

Винагороди:
- Джімбей отримав свою першу нагороду в розмірі 76 000 000 беллі після приєднання до піратів «Сонця», через його зв'язки з Фішером Тайґером і його участю в численних битвах проти морського дозору;
- Врешті-решт, його нагорода була підвищена до 250 000 000 беллі з невідомих причин. Швидше за все, до цього призвели його дії проти світового уряду як другого лідера піратів «Сонця», але вона була заморожена після того, як він приєднався до шічібукай;
- Після відходу з шічібукай його нагорода піднялася принаймні до 400 000 000 беллі;
- В ході подій на Тортовому острові, Джімбей остаточно розриває зв'язки з піратами «Великої мами» і приєднується до піратів «Солом'яного капелюха». В результаті, після всіх подій, Морганс в газеті згадує про це і це стає відомим всьому світу. Швидше за все, його нагорода підніметься ще трохи, хоча і до цього вона становила понад 400 000 000 беллі;
- після подій на острові Вано та після того як Луффі став одним з йонко отримав нагороду 1 100 000 000 беллі, як один з генералів.

«Лицар моря» Джімбей — член піратів «Солом'яного капелюха», де також є рульовим. На даний момент він офіційно є десятим членом піратів «Солом'яного капелюха» та дев'ятим, хто приєднався до команди Луффі.
Він також є риболюдиною — китова акула. Є другим, після Фішера Тайгера капітаном піратів «Сонця», а також колишнім шічібукаєм, пост якого отримав вісім років тому.
Його ім'я вперше згадується Йосаку, коли він розповідав про шічібукай. Проте, він офіційно був представлений набагато пізніше, під час арки «Імпел Даун». Він відмовився від свого титулу шічібукая під час битви при Марінфорді, будучи союзником піратів «Біловуса».
Під час війни він подружився з Манкі Д. Луффі, а потім вступив в союз з ним і його командою, щоб запобігти перевороту нових піратів «Риболюдей» проти королівської сім'ї Нептуна і королівства Рюґу. Він навіть був запрошений приєднатися до піратів «Солом'яного капелюха», але відмовився через наявність незакінчених справ, пов'язаних з «Великою мамою»; Однак він пообіцяв, що як тільки він буде готовий, то повернеться до Луффі, і знову приєднається до його команди.

### Кораблі
«Ґоїнґ меррі» — це перший корабель «Муґівар», на якому вони подорожували від Іст Блю до Вотер 7. Меррі подарувала «Муґіварам» Кая в подяку за порятунок від Куро. «Ґоїнґ меррі» команда любила і як дім, і як друга, тому корабль набув душу і став повноправним членом команди.

«Ґоїнґ меррі» спроєктував і збудував Меррі — слуга Каї. Задум корабля він виношував близько 20 років.

Тип судна — каравела. Це невелике судно з двома щоглами. На головній щоглі — пряме вітрило, на другій — косе латинське. Морехідні якості каравели в свій час були досить непогані. Швидкість її ходу сягає 14—15 вузлів. Особливе значення має легкість і маневреність каравели в умовах океанських плавань у невідомих і слабо обстежених лініях берегів. Вдало вирішена і конструкція корпусу каравели. При співвідношенні довжини по кілю до найбільшої ширини, рівній 3:1, каравела володіла хорошою стійкістю — надзвичайно важливою якістю, якщо враховувати, що їм доводилося витримувати люті шторму. Озброєння судна складається з чотирьох гармат, одна з яких в носі, дві інші — ближче до корми, і ще одна на палубі. Але «Муґівари» рідко їх використовували, надаючи перевагу ближньому бою.

Після арки «Арлонґ-парку» Намі посадила на «Ґоїнґ меррі» три мандаринових дерева, як нагадування про будинок і прийомну маму — Белльмере.

Поступово «Ґоїнґ меррі» все більше і більше отримувала пробоїн та пошкоджень. До кінця його існування на ній накопичилася величезна кількість латочок. Там, де відламані частини не могли бути скріплені цвяхами, їх латали листами заліза — наприклад носову фігуру і головну щоглу.

Після «смерті» «Ґоїнґ меррі», на згадку про неї Френкі спеціально для команди зробив мінімеррі.
«Саузенд санні» — другий корабель піратів «Солом'яного аапелюха», який вони отримали після втрати «Ґоїнґ меррі».

Це корабель типу бригантина, спроєктований і збудований Френкі. В будівництві йому допомагали Єкодзуна, Айсберґ і головні теслі компанії «Галілей-Ла».

Побудований з дерева Адама, цей корабель є вдвічі більшим за «Ґоїнґ меррі».

«Саузенд Санні» здатний виконати будь-яке бажання навігатора. Щогли величезні і це робить корабель неймовірно маневреним.

В нього вбудовано все, що просили «Муґівари», перш ніж виїхати з Вотер 7, і навіть більше (газон на палубі, гойдалки і гірка, а також оглядова вежа).

Носова фігура зображає голову лева з гривою у вигляді пелюстків (під час будівництва лева помилково приймали за соняшник і промені сонця, що розчаровувало Френкі). Незважаючи на те, що Луффі хотів назвати корабель «Полярний ведмідь-лев» або «Тигр-вовк-лев», Зоро запропонував «Майстер Ліонель», Робін — «Потвора пітьми», а Санджі — «Месьє соняшник», отримав він свою назву від Айсберґа, що сказав: «Це яскравий як сонце корабель, що посміхаючись пройде тисячу морів, найліпше ім'я для цього чудового корабля це… „Саузенд Санні“! („Тисяча сонць“)».

## Жива адаптація
21 липня 2017 року головний редактор Weekly Shonen Jump Хіроюкі Накано оголосив, що Tomorrow Studios (партнерство Марті Адельштейна та ITV Studios) та Shueisha розпочнуть виробництво американської телевізійної адаптації манґи в рамках святкування 20-річчя серіалу. Ейічіро Ода був виконавчим продюсером серіалу разом із генеральним директором Tomorrow Studios Марті Адельштайном і Бекі Клементс. У листопаді 2021 року було оголошено, що до кастингу серіалу увійшли Іньякі Ґодой в ролі Манкі Д. Луффі, Маккенью в ролі Ророноа Зоро, Емілі Радд в ролі Намі, Джейкоб Ґібсон в ролі Усоппа і Тез Скайлар в ролі Санджі.
Прем'єра всіх восьми серій відбулася 31 серпня 2023 року. Екранізація була високо оцінена як фанатами, так і кінокритиками. Серіал було продовжено на другий сезон.

## Популярність
В Японії «Ван піс» користується величезною популярністю: після виходу 60-го танкобона було оголошено про те, що сумарні продажі томів «Ван піс» досягли 200 мільйонів екземплярів. «Ван піс» став найбільш продаваною манґою у світі, значно випередивши вже завершений «Dragon Ball» і найтривалішу манґу Kochikame (виходила понад 35 років). Перший тираж 61 тому «Ван піс» склав 3 800 000 примірників — це найпродаваніший перший тираж манґи в Японії (і у світі). Також, продаж «Ван піс» досягнув 100 000 000 швидше за будь-яку іншу манґу. За останніми даними з 2007 по 2011 роки найбільш продаваною манґою був «Ван піс», набагато випереджаючи конкурентів.
Станом на серпень 2022 року манґа «Ван піс» налічує понад 516,6 мільйонів примірників в усьому світі, що робить її найбільш продаваною серією манґи в історії, а також найбільш продаваною серією коміксів, надрукованою у вигляді книжки.

## Виноски
1. ↑  
  - Ван піс — оскільки манґа не закінчена, не відомо, чим насправді є Ван Піс, тому часто цей вираз не перекладають. Крім цього, японський оригінал так само послуговується іноземною незвичайною (не одразу зрозумілою) англомовною назвою;
  - Єдиний скарб — використовується в офіційному дубляжі однойменного серіалу від Netflix для позначення самого об'єкта пошуків;
  - Великий куш — переклад назви від QTV.